# Jaroslavas Citavičius
Jaroslavas Citavičius (22 marzo 1907 – 4 marzo 1972) è stato un calciatore e allenatore di calcio lituano, di ruolo attaccante.

## Carriera

### Giocatore

#### Club
Citavičius giocò per il Šančių Kovo di Kaunas (successivamente noto come ŠŠ Kovas Kaunas), con cui vinse il titolo nel 1925, 1926 e 1933.

#### Nazionale
Il 21 agosto 1926, Citavičius esordì con la nazionale lituana in un incontro amichevole contro la Lettonia. Prese parte a quattro edizioni della Coppa del Baltico.

### Allenatore
Come allenatore, Citavičius guidò lo Žalgiris Vilnius durante le stagioni 1947 e 1948. Nel 1955, fu alla guida del Lima Kaunas (successivamente noto come FK Drobė Kaunas), con cui vinse il campionato lituano.

## Palmarès

### Giocatore

#### Nazionale
- Coppa del Baltico: 1

1930